# Kecamatan Kalipucang
Kecamatan Kalipucang är ett distrikt i Indonesien.   Det ligger i provinsen Jawa Barat, i den västra delen av landet, 260 km sydost om huvudstaden Jakarta.